# Wallace (Kalifornia)
Wallace – jednostka osadnicza w Stanach Zjednoczonych, w stanie Kalifornia, w hrabstwie Calaveras.